# WGC-NEC Invitational de 1999
O WGC-NEC Invitational de 1999 foi um torneio de golfe disputado entre 26 e 29 de agosto de 1999 no campo Sul do Firestone Country Club, em Akron, Ohio. Foi o primeiro torneio do WGC-NEC Invitational e o segundo dos três Campeonatos Mundiais de Golfe que foram realizados no ano inaugural da série. O Invitational sucedeu a World Series of Golf (Série Mundial de Golfe), que foi disputada no Firestone, de 1976 até 1998.
O número 1 do mundo, Tiger Woods, vence o torneio, ao jogar 62 tacadas, oito abaixo do par, na terceira rodada a caminho de uma vitória por uma tacada sobre Phil Mickelson.

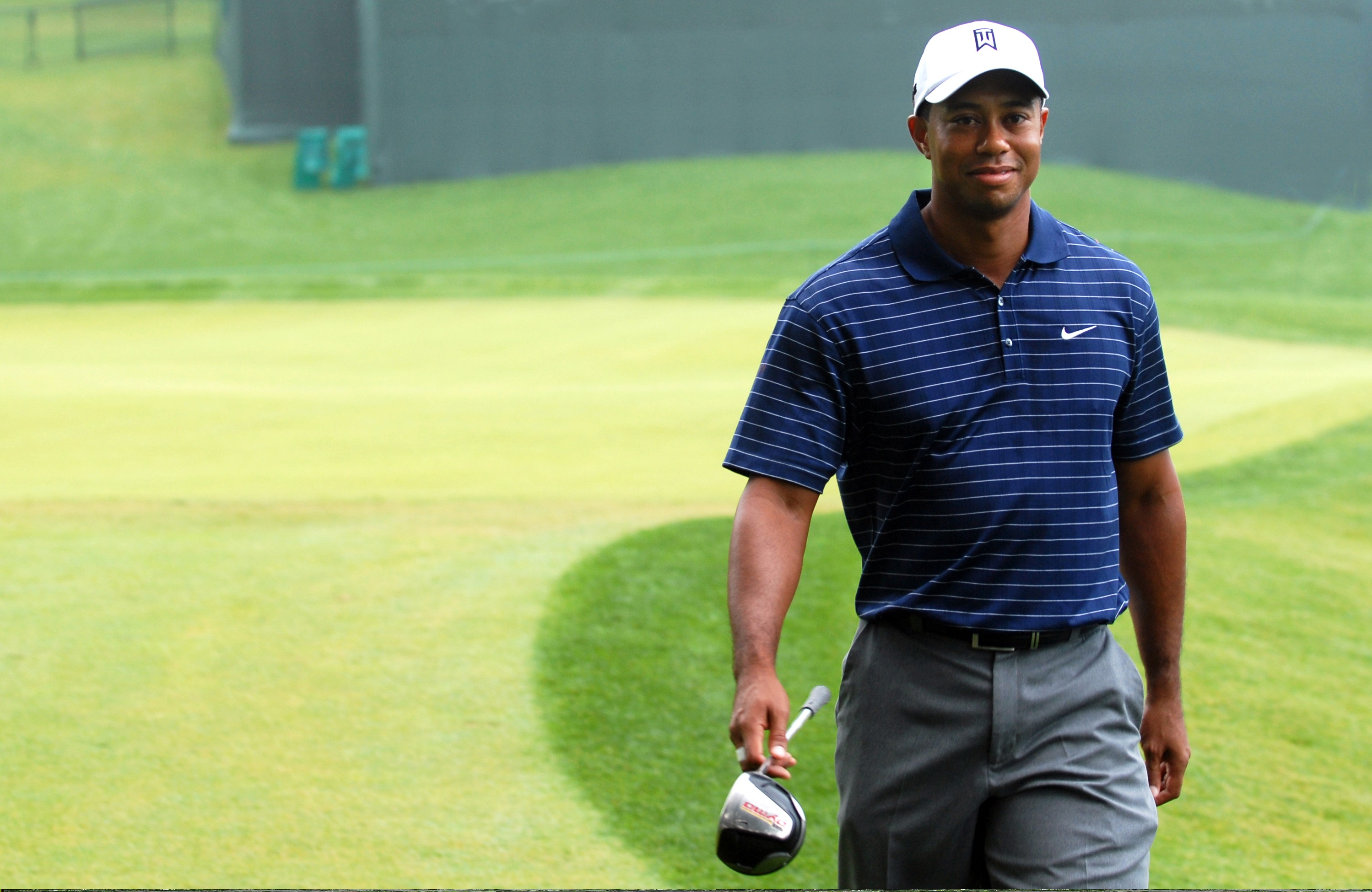
Tiger Woods triunfou nesta edição do torneio.

## Campo
1. Equipe norte-americana e equipe europeia da Ryder Cup de 1999
- Estados Unidos: David Duval (2), Jim Furyk (2), Tom Lehman, Justin Leonard (2), Davis Love III (2), Jeff Maggert, Phil Mickelson (2), Mark O'Meara (2), Steve Pate, Payne Stewart, Hal Sutton, Tiger Woods (2)
- Europa: Darren Clarke, Andrew Coltart, Sergio García, Pádraig Harrington, Miguel Ángel Jiménez, Paul Lawrie, Colin Montgomerie, José María Olazábal, Jesper Parnevik, Jarmo Sandelin, Jean van de Velde, Lee Westwood

2. Equipe norte-americana e equipe internacional da Copa dos Presidentes de 1998
- Estados Unidos: Mark Calcavecchia, Fred Couples, Scott Hoch, John Huston, Lee Janzen
- Resto do mundo: Stuart Appleby, Steve Elkington, Ernie Els, Carlos Franco, Shigeki Maruyama, Frank Nobilo, Greg Norman, Naomichi Ozaki, Craig Parry, Nick Price, Vijay Singh, Greg Turner

## Resumo das rodadas

### Primeira rodada
| #  | Jogador           | País           | Placar | Ao par |
| -- | ----------------- | -------------- | ------ | ------ |
| 1  | Tiger Woods       | Estados Unidos | 66     | –4     |
| T2 | David Duval       | Estados Unidos | 67     | –3     |
| T2 | Jim Furyk         | Estados Unidos | 67     | –3     |
| T2 | Sergio García     | Espanha        | 67     | –3     |
| T2 | Paul Lawrie       | Escócia        | 67     | –3     |
| T2 | Tom Lehman        | Estados Unidos | 67     | –3     |
| T2 | Nick Price        | Zimbabwe       | 67     | –3     |
| T8 | Mark Calcavecchia | Estados Unidos | 68     | –2     |
| T8 | Carlos Franco     | Paraguai       | 68     | –2     |
| T8 | Scott Hoch        | Estados Unidos | 68     | –2     |
| T8 | Davis Love III    | Estados Unidos | 68     | –2     |

### Segunda rodada
| #  | Jogador           | País           | Placar    | Ao par |
| -- | ----------------- | -------------- | --------- | ------ |
| T1 | Carlos Franco     | Paraguai       | 68-67=135 | –5     |
| T1 | Paul Lawrie       | Escócia        | 67-68=135 | –5     |
| T3 | Phil Mickelson    | Estados Unidos | 69-67=136 | –4     |
| T3 | Nick Price        | Zimbabwe       | 67-69=136 | –4     |
| T3 | Hal Sutton        | Estados Unidos | 69-67=136 | –4     |
| T6 | Mark Calcavecchia | Estados Unidos | 68-69=137 | –3     |
| T6 | Sergio García     | Espanha        | 67-70=137 | –3     |
| T6 | Davis Love III    | Estados Unidos | 68-69=137 | –3     |
| T6 | Craig Parry       | Austrália      | 71-66=137 | –3     |
| T6 | Payne Stewart     | Estados Unidos | 70-67=137 | –3     |
| T6 | Tiger Woods       | Estados Unidos | 66-71=137 | –3     |

### Terceira rodada
| #   | Jogador        | País           | Placar       | Ao par |
| --- | -------------- | -------------- | ------------ | ------ |
| 1   | Tiger Woods    | Estados Unidos | 66-71-62=199 | –11    |
| T2  | Fred Couples   | Estados Unidos | 71-70-63=204 | –6     |
| T2  | Nick Price     | Zimbabwe       | 67-69-68=204 | –6     |
| 4   | Carlos Franco  | Paraguai       | 68-67-70=205 | –5     |
| T5  | Sergio García  | Espanha        | 67-70-69=206 | –4     |
| T5  | Tom Lehman     | Estados Unidos | 67-72-67=206 | –4     |
| T5  | Phil Mickelson | Estados Unidos | 69-67-70=206 | –4     |
| T5  | Craig Parry    | Austrália      | 71-66-69=206 | –4     |
| T5  | Payne Stewart  | Estados Unidos | 70-67-69=206 | –4     |
| T10 | Ernie Els      | Estados Unidos | 71-69-67=207 | –3     |
| T10 | Davis Love III | Estados Unidos | 68-69-70=207 | –3     |
| T10 | Jeff Maggert   | Estados Unidos | 71-67-69=207 | –3     |

## Tabela de classificação final
| #   | Jogador          | País           | Placar          | Ao par | Lucros ($) |
| --- | ---------------- | -------------- | --------------- | ------ | ---------- |
| 1   | Tiger Woods      | Estados Unidos | 66-71-62-71=270 | –10    | 1 000 000  |
| 2   | Phil Mickelson   | Estados Unidos | 69-67-70-65=271 | –9     | 510 000    |
| T3  | Craig Parry      | Austrália      | 71-66-69-69=275 | –5     | 327 500    |
| T3  | Nick Price       | Zimbabwe       | 67-69-68-71=275 | –5     | 327 500    |
| 5   | Ernie Els        | África do Sul  | 71-69-67-69=276 | –4     | 234 000    |
| 6   | Shigeki Maruyama | Japão          | 72-67-70-68=277 | –3     | 179 000    |
| T7  | Carlos Franco    | Paraguai       | 68-67-70-73=278 | 2      | 154 000    |
| T7  | Sergio García    | Espanha        | 67-70-69-72=278 | 2      | 154 000    |
| T7  | Jeff Maggert     | Estados Unidos | 71-67-69-71=278 | 2      | 154 000    |
| T10 | Jim Furyk        | Estados Unidos | 67-72-69-71=279 | –1     | 129 000    |
| T10 | Davis Love III   | Estados Unidos | 68-69-70-72=279 | –1     | 129 000    |